# Jeskyně v Rakousku
Velkou část Rakouska pokrývají Alpy. Mnoho jejich částí je krasového původu a v některých se nacházejí rozsáhlé krasové jeskyně.
Nejvýznamnější krasové oblasti jsou masívy Dachstein, Totes Gebirge, Tennengebirge, Hagengebirge a další.

## Veřejnosti zpřístupněné jeskyně
V Rakousku je velké množství veřejnosti zpřístupněných jeskyní.

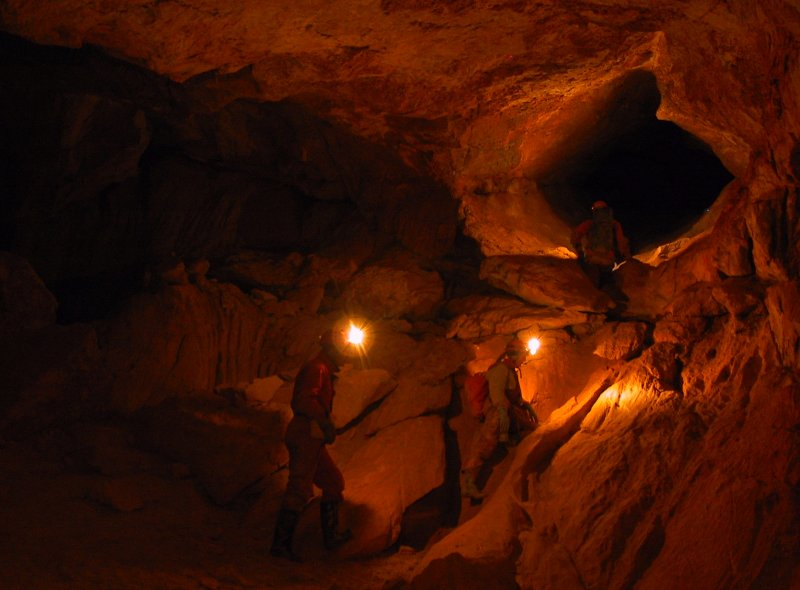
Jeskyně Dachstein-Mammuthöhle

1. Allander Tropfsteinhöhle
2. Dachstein-Mammuthöhle
3. Dachstein-Rieseneishöhle
4. Einhornhöhle
5. Eisensteinhöhle
6. Eiskogelhöhle
7. Eisriesenwelt
8. Entrische Kirche
9. Gassel-Tropfsteinhöhle
10. Grasslhöhle
11. Griffener Tropfsteinhöhle
12. Hermannshöhle (Dolní Rakousko)
13. Hochkarschacht
14. Hundalm-Eis- und Tropfsteinhöhle
15. Katerloch
16. Kraushöhle
17. Koppenbrüllerhöhle
18. Lamprechtsofen
19. Lurgrotte bei Peggau
20. Lurgrotte bei Semriach
21. Nixhöhle
22. Obir-Tropfsteinhöhle
23. Odelsteinhöhle
24. Ötscher-Tropfsteinhöhle
25. Rettenwandhöhle
26. Spannagelhöhle

## Nej rakouských jeskyní

### Nejdelší jeskyně
| Pořadí | Název                           | Oblast               | Délka   |
| ------ | ------------------------------- | -------------------- | ------- |
| 1      | Raucherkarhöhle-Feuertalhöhle   | Totes Gebirge        | 120 000 |
| 2      | Hirlatzhöhle                    | Dachstein            | 93 000  |
| 3      | Dachstein-Mammuthöhle           | Dachstein            | 60 500  |
| 4      | Schwarzmooskogel-Höhlensystem   | Totes Gebirge        | 56 500  |
| 5      | Lamprechtsofen                  | Leoganger Steinberge | 50 000  |
| 6      | Kolkbläser-Monster-Höhlensystem | Steinernes Meer      | 44 500  |
| 7      | Eisriesenwelt                   | Tennengebirge        | 42 000  |
| 8      | Tantalhöhle                     | Hagengebirge         | 34 500  |
| 9      | Berger-Platteneck-Höhlensystem  | Tennengebirge        | 30 500  |
| 10     | Jägerbrunntrog-Höhlensystem     | Hagengebirge         | 28 000  |

### Nejhlubší jeskyně
| Pořadí | Název                          | Oblast                          | Hloubka |
| ------ | ------------------------------ | ------------------------------- | ------- |
| 1      | Lamprechtsofen                 | SteinbergewLeoganger Steinberge | 1 632   |
| 2      | Berger-Platteneck-Höhlensystem | Tennengebirge                   | 1 291   |
| 3      | Schwer-Höhlensystem            | Tennengebirge                   | 1 219   |
| 4      | Dachstein-Mammuthöhle          | Dachstein                       | 1 207   |
| 5      | Jubiläumsschacht               | Hoher Göll                      | 1 173   |
| 6      | Schneeloch                     | Tennengebirge                   | 1 101   |
| 7      | Jägerbrunntrog-Höhlensystem    | Hagengebirge                    | 1 078   |
| 8      | Hirlatzhöhle                   | Dachstein                       | 1 070   |
| 9      | DÖF-Sonnenleiter-Höhlensystem  | Totes Gebirge                   | 1 054   |
| 10     | Feichtner-Schachthöhle         | Glocknergruppe                  | 1 049   |